# 38540 Стівенс
38540 Стівенс (38540 Stevens) — астероїд головного поясу, відкритий 5 листопада 1999 року.
Тіссеранів параметр щодо Юпітера — 3,223.